# Регіональні комітети з економічних реформ
Регіональні комітети з економічних реформ — консультативно-дорадчі органи при Раді міністрів Автономної Республіки Крим, обласних, Київській і Севастопольській міських державних адміністраціях для здійснення моніторингу ходу економічних реформ у регіонах і підготовки за результатами такого моніторингу відповідних пропозицій.

## Історія
Згідно з Указом Президента України № 355/2010 від 17 березня 2010 року «Питання Комітету з економічних реформ» Рада міністрів Автономної Республіки Крим, обласні, Київська та Севастопольська міські державні адміністрації мають утворити такі комітети на чолі з відповідно Головою Ради міністрів Автономної Республіки Крим, головами місцевих державних адміністрацій, залучивши до їхнього складу представників місцевих органів виконавчої влади, депутатів відповідних рад, провідних фахівців наукових установ, представників громадських об'єднань.
Також згідно з Положенням про Комітет з економічних реформ, затвердженого цим Указом:
- голови регіональних комітетів з економічних реформ можуть бути запрошені на засідання Комітету з економічних реформ при Президенті України;
- Комітет з економічних реформ при Президенті України має взаємодіяти з регіональними комітетами з економічних реформ;
- регіональні комітети з економічних реформ можуть вносити пропозиції до порядку денного засідань Комітету з економічних реформ при Президенті України.

12 квітня 2010 року в Харкові відбулося перше засідання Харківського регіонального комітету з економічних реформ. Напередодні, 31 березня, голова Харківської облдержадміністрації утворив його, затвердив відповідне положення та персональний склад.